# Matt Sharp
Matt Sharp (22 de septiembre de 1969) es el fundador y exbajista de la banda Weezer, actualmente el vocalista y bajista de la banda de rock The Rentals. Nació en Bangkok, Tailandia, y se crio en Arlington, Virginia.
Miembro original de Weezer, tocaría desde su inicio en 1992 hasta 1997, año en que decide dejar la banda para dedicarse completamente a su proyecto paralelo The Rentals, que pasaría a ser su proyecto principal. En 1999, después de grabar el álbum Seven More Minutes y una pequeña gira, The Rentals deja de tocar y Sharp decide iniciar otros proyectos.
Su salida de Weezer nunca fue resuelta, no se sabe con exactitud que motivo su salida, pero muchas versiones apuntan a que hubo asperezas con el vocalista Rivers Cuomo, creándose una lucha por tomar el control creativo de la banda. Esta separación terminó en febrero de 2004 cuando Rivers y Matt tocaron juntos en un concierto en el Cal State Fullerton.
Matt iniciaría una carrera en solo durante un tiempo; durante los años 2000 y 2001, trabajó en su primer álbum, posteriormente en 2003 lanzaría un EP, Puckett's Versus the Country Boy, y en 2004 sacaría otro álbum homónimo, Matt Sharp, con la colaboración de la banda Goldenboy, durante ese año hasta 2005 estaría de gira.
A finales de 2005 a diez años del lanzamiento de su primer disco, Return of The Rentals, Matt Sharp anuncia el reencuentro de la banda, iniciando así el proceso de escritura y grabación en el que se encuentra actualmente.

## Discografía
Como solista:
- Puckett's Versus the Country Boy (2003)
- Matt Sharp (2004)

Weezer:
- The Blue Album (1994)
- Pinkerton (1996)

The Rentals:
- Return of the Rentals (1995)
- Seven More Minutes (1999)
- The Last Little Life EP (2007)
- Songs About Time (2009)
- Resilience (2011)